# Bioinitiative
Bioinitiative est un groupe de scientifiques internationaux, dont la première contribution publiée en 2007 est le "rapport Bioinitiative", qui vise à démontrer la dangerosité des champs électromagnétiques (basses fréquences, radio-fréquences, Wi-Fi…). Les associations environnementales l’utilisent comme base scientifique, notamment, pour justifier l’appel au principe de précaution et demander le démontage d’antennes-relais. 
Cependant, ce rapport est critiqué par de nombreuses instances scientifiques.

## Le rapport Bioinitiative 2007
Le rapport prétend apporter des preuves scientifiques concernant les effets sanitaires (Stress cellulaire, génotoxicité, risques de tumeurs au cerveau ou de leucémies) des champs électromagnétiques ; il estime que les normes sont inadaptées et définit des valeurs-seuil qui protégeraient mieux la santé.

## Rapport Bioinitiative 2012
Le rapport Bioinitiative 2012 révèle une augmentation significative des preuves concernant les risques pour la santé liés aux champs électromagnétiques et aux technologies sans fil depuis 2007, basé sur l'examen de plus de 1 800 études scientifiques. Sur base de ce rapport, le député Yann Galut demande que la résolution du Conseil de l'Europe du 27 mai 2011 qui demande de « fixer un seuil de prévention pour les niveaux d'exposition » soit suivi. Cependant le ministère de la Santé s'y oppose en s'appuyant sur un rapport de l'ANSES de 2009.

## Controverses

### Critique scientifique
Le rapport BioInitiative a été très médiatisé et est à l’origine de quelques décisions judiciaires, contre lesquelles l’Académie de médecine française s'est insurgée.
L’analyse faite par diverses grandes institutions de ce rapport (réseau EMF-Net, programme européen de recherche et de développement technologique, le Danish National Board of Health, l’Office Fédéral Allemand de Radioprotection, le Conseil de Santé des Pays-Pays, l'agence de l'environnement US) en réfute la qualité.
La Bioelectromagnetics Society (éditrice notamment du Bioelectromagnetics Journal (en)), dont plusieurs contributeurs font partie, n’approuve pas non plus cette étude, et selon elle, « des recherches par des spécialistes de physique théorique suggèrent que l’exposition [à des champs de radiofréquence non-thermiques] ne provoquera rien d’autre sur les êtres vivants, que, s’ils sont suffisamment puissants, une élévation locale de la température. Mais les physiciens ne peuvent pas tout connaître, aussi ils se tournent vers les biologistes, et découvrent que les bases de données ne contiennent aucune démonstration scientifiquement reproductible d’un effet néfaste sur la santé, même après 50 ou 60 ans de recherche scientifique. »
Jean-Paul Krivine, rédacteur de la revue Science et pseudo-sciences, dénonce l'apparence de sérieux scientifique et le conflit d'intérêts d'une des coéditeurs. En effet, Cindy Sage, propriétaire d'un cabinet éponyme propose « des solutions pour "caractériser ou atténuer" les impacts des champs électromagnétiques. »

### L'avis du comité d'experts de l'AFSSET
Le rapport d'expertise collective d’octobre 2009 de l’Agence française de sécurité sanitaire de l’environnement et du travail (AFSSET) en analyse ainsi le contenu : « les différents chapitres du rapport sont de rédaction et de qualité inégales. Certains articles ne présentent pas les données scientifiques disponibles de manière équilibrée, n’analysent pas la qualité des articles cités ou reflètent les opinions ou convictions personnelles de leurs auteurs (…), il revêt des conflits d’intérêts dans plusieurs chapitres, ne correspond pas à une expertise collective et est écrit sur un registre militant. »

## liens externes
(en) Rapport Bioinitiative « Copie archivée » (version du 6 août 2018 sur Internet Archive), La "Synthèse" du rapport traduite en Français par l'association CRIIREM « Copie archivée » (version du 6 août 2018 sur Internet Archive)